# Angelo di Livio
Angelo Di Livio (Róma, 1966. július 26. –) korábbi Eb-ezüstérmes olasz válogatott labdarúgó. Elsősorban védekező középpályásként vagy szélső hátvédként játszott, játékának legjellemzőbb vonása az oldalvonalak melletti szüntelen és fáradhatatlan fel-le futás volt, becenevét (Soldatino = kis katona) is erről kapta. Két világbajnokságon és két Európa-bajnokságon vett részt. Háromszor nyert olasz bajnoki címet, egyszeres BL-győztes.

## Pályafutása
Az AS Roma csapatánál nevelkedett, 18 évesen profi szerződést is kapott a csapattól, de pályára nem lépett színeiben. A Reggiana, a Nocerina és a Perugia harmadosztályban szereplő csapataiban játszott fiatalon, pályafutása jelentős részét azonban három másik csapatban, a másodosztályú Padovában, majd a Juventusban és a Fiorentinában töltötte. A Serie A mezőnyében is kiemelkedő mennyiségű futással és pontos beadásokkal vált alapemberévé az 1990-es évek Juventusának, amellyel háromszor nyert scudettót, 1996-ban pedig Bajnokok Ligája-győztes lett. 33 évesen igazolt a Fiorentina csapatához, amely 2002-ben csődbe ment és az élvonalból Florentia Viola néven a negyedosztályba, a Serie C2 -be zuhant. Di Livio volt az egyetlen játékos, aki ekkor a klubnál maradt, s a visszajutás egyedüli részese lett így 2004-ben. Közel negyvenedik életévéhez visszavonulása előtt még egy évet játszott az élvonalban.
1995. szeptember 6-án Szlovénia ellen játszott először a válogatottban. Összesen negyvenszer lépett pályára, sokszor a mérkőzések hajrájában a védekezés megszilárdításának feladatával. részt vett az 1998-as és a 2002-es világbajnokságon, az 1996-os és a 2000-es Európa-bajnokságon, utóbbin ezüstérmet szerzett. Utolsó válogatott mérkőzését 2002. június 18-án játszotta a Dél-Korea elleni vb-nyolcaddöntőn.
Visszavonulása után utánpótlásedzőként dolgozik az AS Roma csapatánál.

## Fordítás
- Ez a szócikk részben vagy egészben az Angelo Di Livio című angol Wikipédia-szócikk ezen változatának fordításán alapul.  Az eredeti cikk szerkesztőit annak laptörténete sorolja fel. Ez a jelzés csupán a megfogalmazás eredetét és a szerzői jogokat jelzi, nem szolgál a cikkben szereplő információk forrásmegjelöléseként.